# Rspec
Rspec is een BDD-framework voor de programmeertaal Ruby. De laatste versie is 2.6.0. Rspec wordt verspreid onder de voorwaarden van de MIT-licentie.